# أبو كبرة (القحطانية)
أبو كَبْرَةقرية سورية تتبع إداريًا لناحية القحطانية في منطقة القامشلي بمحافظة الحسكة. تقع القرية إلى الجنوب من مدينة القحطانية، على بُعد نحو 28 كم. تأسست عام 1937، وبلغ عدد سكانها 2032 نسمة حسب التعداد السكاني لعام 2004، ويقطنها عشيرة الكديرات البسابسة، وهي فرع من قبيلة الجوالة الطائية.اسم القرية يعود إلى نبات الكَبَر (القَبّار) المنتشر في المنطقة بكثرة، وتضم القرية تلًا أثريًا يدل على قدم الاستيطان فيها. تعتمد القرية على الزراعة وتربية الأغنام كمصدر رئيسي للدخل، وتقع إلى الجنوب من طريق خط نقل النفط الذي يربط بين محطة تل عدس ومصافي حمص وبانياس.